# كهريز سردار (بهي فيض الله بيغي)
کهریز سردار (بالفارسية: کهریزسردار) هي قرية تقع في إيران في أذربيجان الغربية. يقدر عدد سكانها بـ 847 نسمة بحسب إحصاء 2016.